# Тхалун
Тхалун (*бірм. သာလွန်မင်း, 17 червня 1584  —27 серпня 1648) — 8-й володар імперії Таунгу у 1629—1648 роках.

## Життєпис
Походив з династії Таунгу. Син Н'яунйана, 5-го володаря імперії, та Хін Хпоне Мят. Народився у 1584 році. Здобув загальну освіту з буддизму, проте переважно займався військовою освітою, щоб було характерно для тодішніх принців імперії.
1605 року оголошено спадкоємцем трону. У 1608 році Анаукпетлун (6-й володар імперії Таунгу) захопив П'ї і зробив Тхалуна його віцу-королем. У 1628 році Анаукпетлуна було вбито сином Мін'єдейппою, який захопив владу. В цей час Тхалун здійснював похід проти шанів з братом Мін'ї Чавсвою III, віцекоролем Таунгу. Отримавши відомості про загибель Анаукпетлуна розвернув війська, що рушили на Пегу. Тхалун висунув права на трон.
У 1629 році було захоплено Пегу, повалено й страчено Мін'єдейппу. Невдовзі Тхалун став новим правителем імперії Таунгу. Але згодом один з монів намагався вбити нового правителя, проте невдало. Наслідком цього стала різанина монів в Пегу.
Тхалун негайно рушив проти держави Ланна, остаточно підкоривши її в 1632 році. Придушив повстання північних шанських князівств, потім заколот в Гантаваді. У 1634 році переніс столицю до Ави, де провів нову церемонію сходження на трон, 1635 року оголосивши брата Мін'ї Чавсву III спадкоємцем трону (упарая). Але довелося придушити нове повстання на півдні, рушивши за відступаючими монами до Молам'яйну. Визнав незалежність держави Аюттхая.

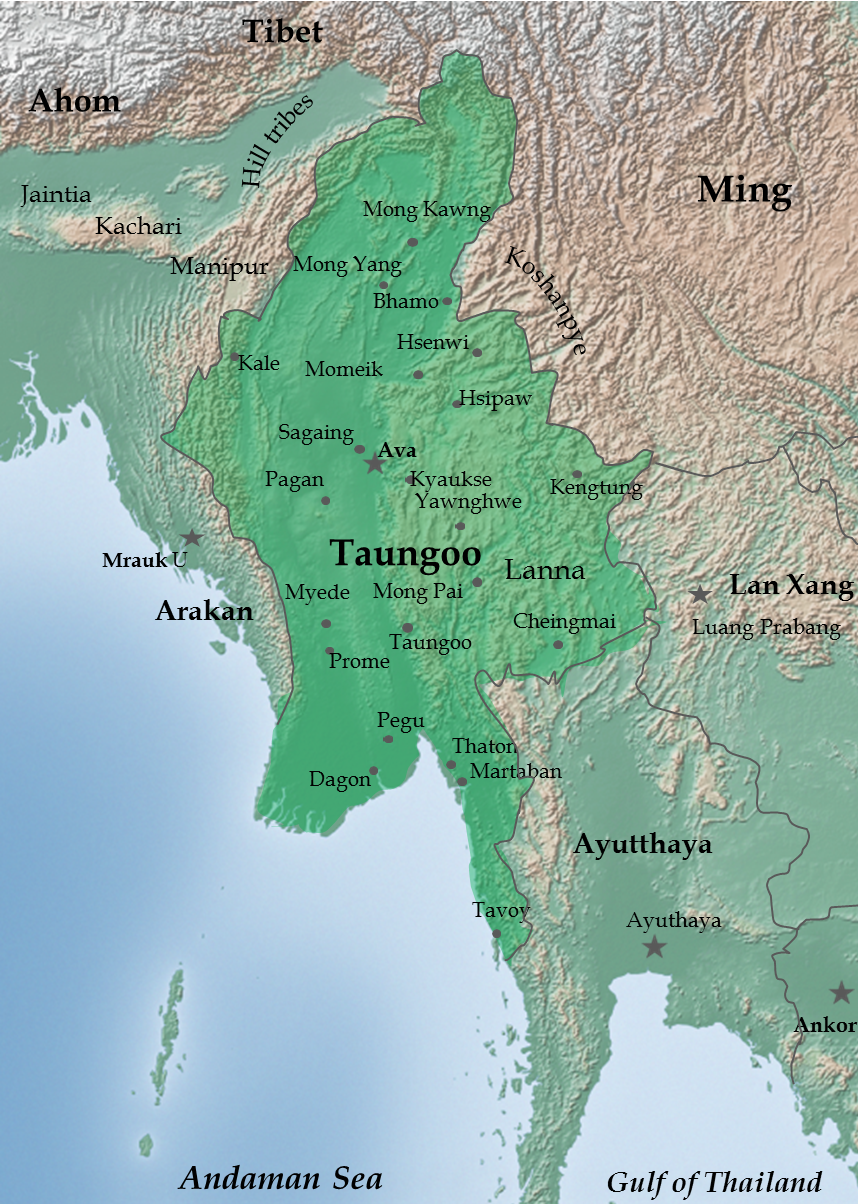
Імперія Таунгу на момент смерті Тхалуна

Відмовився від агресивної зовнішньої політики, зосередивши увагу на розвитку держави. Намагався стимулювати торгівлю, замінити бартер, зокрема обмін тканин на рубіни і золото. Водночас посилився державний контроль за цінами та зберігалася монополія за торгівлею коштовним камінням. Також в середині 1630-х років встановлено було заборону на продаж слонів. 1637 року наказав здійснювати продажі в присутності державних посередників. Втім невдовзі звільнив представників Голландської Ост-Індійської компанії від цього.
Впровадив заборону присвячувати пагодам і передавати в монастирські раби (чваун) — військовополонених. Відтепер вони залишалися в царських власних володіннях і селилися як залежні селяни в Чаусхі та інших районах, де вони повинні були підтримувати в порядку іригаційної мережі та здійснювати риття нових каналів та водойм. За це вони отримували ділянки землі. Крім того, вони мали нести військову службу.
1636 року було проведено перший в історії держави перепис населення із зазначенням видів земельних володінь і їх власників. Власники землі були включені в списки чиновників, чим були значно ослаблені сепаратистські тенденції. Крім того, було встановлено обов'язки та відповідальність державних службовців, правила військового набору, типи зброї для кожного з родів військ. Вперше опублікував збірку законів, складену бірманською мовою.
Також значний час приділяв розбудові міст, зведенню буддистських храмів. 1636 року фундував величну пагоду Каунхмудоу в місті Сікайн (неподалік від столиці Ава). Також багато зробив для відновлення сільського господарства, яке перебувало у занепаді після війн та повстань за попередніх правителів імперії. Разом з тим доводилося придушувати невеличкі повстання підвладних племен на півночі.
1647 року після смерті Мін'ї Чавсви III, оголосив свого старшого сина Піндале спадкоємцем. У відповідь син Мін'ї Чавсви III влаштував заколот. Тхалун втік до Сікайну. Повстання незабаром було придушено, а змовників спалилися живцем. Тхалун помер 1648 року в Аві. Трон успадкував Піндале.